# Aéroport international Moi
Ne pas confondre avec la base aérienne Moi, à Nairobi, qui est le quartier général de la force aérienne kényane.
L'aéroport international Moi, (code IATA : MBA • code OACI : HKMO) aussi connu sous le nom d'aéroport de Mombasa (Mombasa Airport), est le 2e plus important aéroport du Kenya après l'aéroport international Jomo Kenyatta de Nairobi. Mombasa étant une île de petite dimension, il est situé à 12 km du centre-ville sur le continent, sur le territoire de la municipalité de Port Reitz.

## Historique

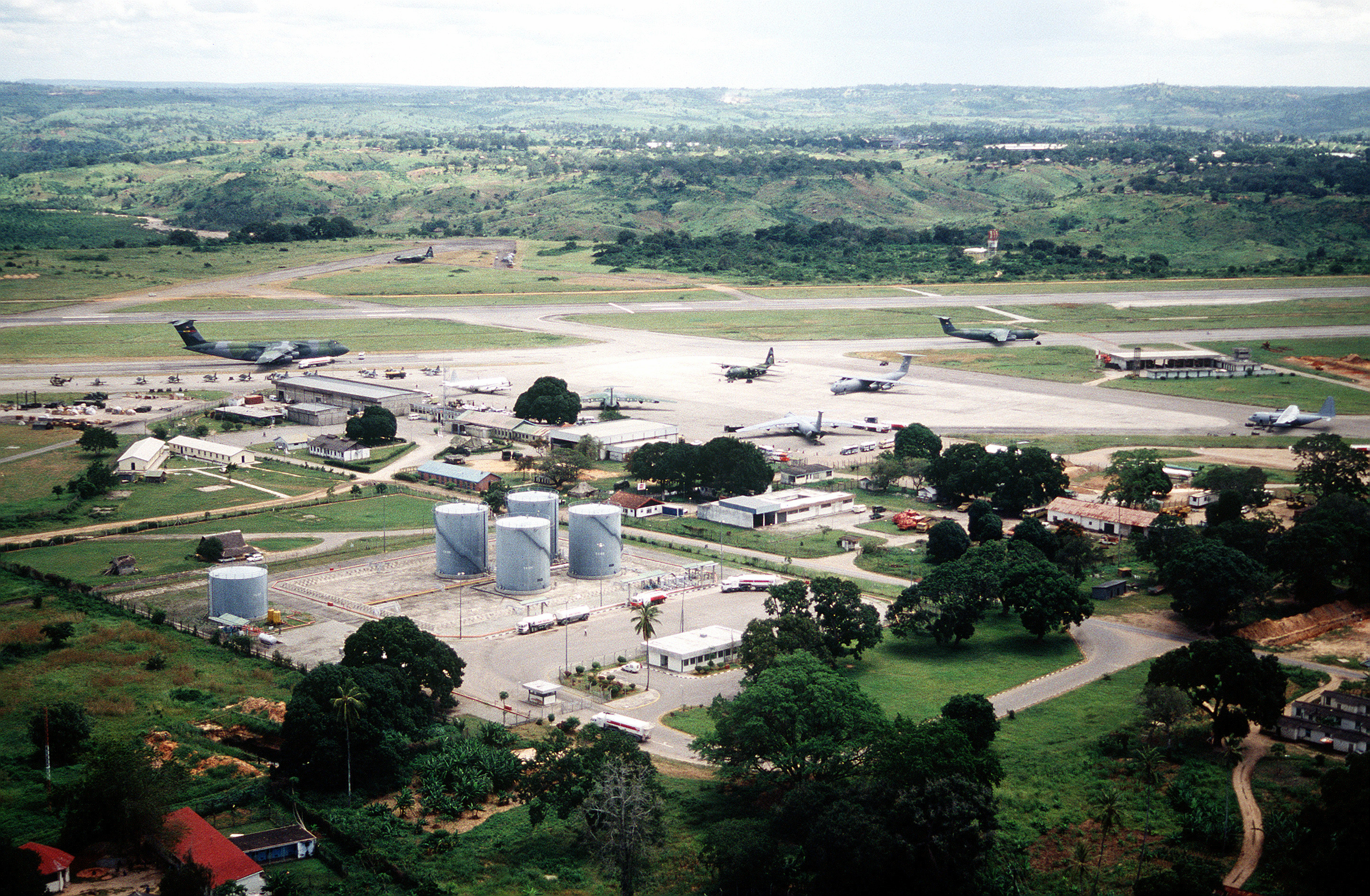
Le ballet des cargos humanitaires en direction de Goma (1994)

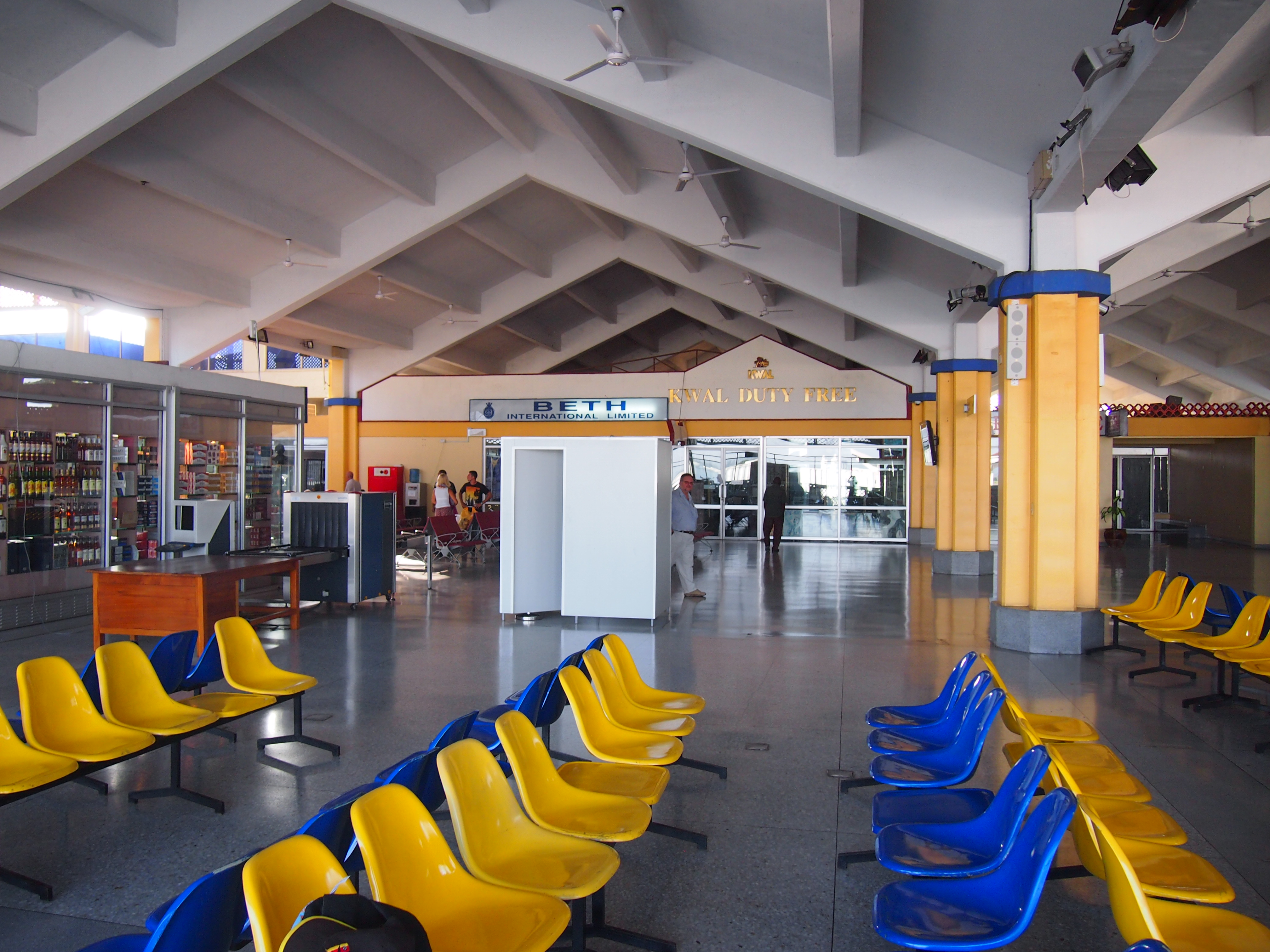
Intérieur.

C'est au début de la Seconde Guerre mondiale que les troupes du génie militaire de l'armée sud-africaine construisent un aérodrome connu alors sous le nom de Port Reitz Airport.
Ce n'est alors qu'un aérodrome à vocation uniquement militaire et utilisé comme une base terrestre pour la Fleet Air Arm de la flotte britannique (Eastern Fleet) elle-même basée en partie, dès 1942, dans le port de Kilindini situé dans la partie est de l'île de Mombasa. C'est également une base pour la Royal Air Force qui opère des missions de lutte anti-sous-marine le long de la côte de l'Afrique de l'Est ainsi que pour la South African Air Force qui est engagée dans la guerre contre l'Italie et l'Abyssinie.
Au sortir des hostilités, l'aérodrome acquiert une vocation civile. Il comporte déjà deux pistes dont la plus longue mesure 1 500 m et est capable d'accueillir des avions de la taille des Douglas DC-3. Ainsi limité, il reste cependant confiné dans des opérations régionales.
Entre 1974 et 1977, des travaux d'agrandissement des pistes et la construction d'un terminal de 15 000 m² pour passagers est entrepris conjointement par les gouvernements japonais et kényan. Ce qui permet l'accès aux plus gros transporteurs de cette époque comme le Boeing 747.
Dès 1978, l'aéroport obtient le statut d'aéroport international et est rebaptisé sous son nom actuel faisant référence au tout nouveau président kényan de l'époque : Daniel Arap Moi.
À la fin des années 1980, le terminal devient insuffisant en termes d'accueil des nombreux passagers. Dans l'impossibilité technique de l'agrandir, les autorités kényanes, toujours conjointement avec celles du Japon, entreprennent, en octobre 1994 la construction d'un second terminal qui est inauguré en 1996.
Entre juillet et septembre 1994, l'aéroport est utilisé comme base de ravitaillement en kérosène pour les Lockheed C-141 et C-5 ayant pour mission d'assurer la mission humanitaire américaine nommée Operation Support Hope entre l'Europe et le Rwanda.
Cette utilisation cesse en octobre avec le début des travaux d'agrandissement de l'aéroport.
Actuellement, il accueille régulièrement des Airbus A340.

## Situation
| Amboseli Bamburi Bungoma Eldoret Eliye Springs Garissa Hola Homa Bay Nairobi · J. Kenyatta Kalokol Kericho Kilaguni Kisumu Kitale Liboi Lodwar Loiyangalani Lokichogio Malindi Mandera Marsabit Mombasa Moyale Nakuru Nanyuki Nyeri Samburu Ukunda Wajir Nairobi · Wilson |

## Compagnies et destinations
| Compagnies         | Destinations                                                                                              |
| ------------------ | --- |
| Condor             | En saison : Francfort                                                                                     |
| Discover Airlines  | Francfort                                                                                                 |
| Ethiopian Airlines | Addis-Abeba Bole                                                                                          |
| flydubai           | Dubaï |
| Jambojet           | Nairobi-J. Kenyatta                                                                                       |
| Kenya Airways      | Dubaï, Nairobi-J. Kenyatta                                                                                |
| Mombasa Air Safari | - Amboseli (en), - Keekorok (en), - Lamu (Manda), - Malindi (en), - Mara Serena (en), - Ukunda/Diani (en) |
| Neos               | Milan-Malpensa En saison : Rome Léonard-de-Vinci/Fiumicino, Vérone - Villafranca                          |
| Rwandair           | Bombay-Chhatrapati-Shivaji, Kigali                                                                        |
| Safarilink         | En saison : Nairobi-Wilson, Zanzibar                                                                      |
| Smartwings         | En saison : Varsovie-Chopin                                                                               |
| Uganda Airlines    | Entebbe                                                                                                   |

Édité le 12/05/2019  Actualisé le 15/11/2023

## Pistes et équipements
- Pistes 
  - piste 03/21 : longueur 3 350 m, largeur 46 m, pente montante de la piste 03 vers la piste 21, PCN 80FAWU ;
  - piste 15/33 : longueur 1 363 m, largeur 36 m (sans marquage), pente insignifiante, PCN 8FCYU ;
  - 2 pistes pour hélicoptère (sans utilisation commerciale).
- Terminaux :
  - passagers : 3
  - cargo : 1 (capacité de 2 000 t, surface de stockage de 1 083 m²)[3]
- Maintenance : un hangar pour avion d'affaires très léger.
- Aide à la navigation :
  - fréquence de la tour de contrôle : 118,6 MHz ;
  - VOR-DME : identifiant MOV, fréquence 112,3 MHz ;
  - NAVAID[note 1] : type NDB, identifiant MO, fréquence 267 MHz ;
  - ILS : sur la piste 03/21 uniquement ;
  - éclairage pistes : uniquement pour la piste 03/21 et son approche (systèmes Low Intensity Runway Lights (LIRL) et Medium Intensity Runway Lights (MIRL) ainsi que Precision Approach Path Indicator (PAPI)).
- Compagnies pétrolières accréditées : Kenya Shell/BP Kenya, Caltex Oil Ltd. et Total Kenya.
- Zone militaire : base opérationnelle avancée de la force aérienne kényane.

## Statistiques
Les chiffres proviennent du rapport annuel Statistical Abstract 2010 édité par le Kenya National Bureau of Statistics (KNBS), (OCLC 707513094)  (ISBN 9-9667-6718-5).

### Mouvement d'avion
| 2006   | 2007   | 2008   | 2009   |
| ------ | ------ | ------ | ------ |
| 19 000 | 23 000 | 17 000 | 19 000 |

### Trafic passager
Pour des raisons techniques, il est temporairement impossible d'afficher le graphique qui aurait dû être présenté ici.

Voir la requête brute et les sources sur Wikidata.
|            | 2006      | 2007      | 2008    | 2009      |
| ---------- | --------- | --------- | ------- | --------- |
| arrivées   | 559 000   | 621 000   | 402 000 | 502 000   |
| départs    | 569 000   | 633 000   | 404 000 | 512 000   |
| en transit | 77 000    | 92 000    | 81 000  | 100 000   |
| total      | 1 205 000 | 1 346 000 | 887 000 | 1 114 000 |

### Trafic marchandise
| En tonnes    | 2006  | 2007  | 2008  | 2009  |
| ------------ | ----- | ----- | ----- | ----- |
| déchargement | 1 552 | 1 394 | 1 047 | 1 489 |
| chargement   | 7 925 | 7 832 | 5 056 | 4 943 |
| total        | 9 477 | 9 226 | 6 112 | 6 432 |

## Accès à l'aéroport
Situé à 12 km du centre de Mombasa, le seul moyen d'accès à l'aéroport est la route. Il n'existe pas de ligne d'autobus. La navette est assurée par taxi, matatu ou véhicule affrété par certains hôtels.

Les parcs de stationnement sont au nombre de six « court terme » et quatre « long terme ».

## Accidents
- 24 avril 1986, un Shorts SC.7 Skyvan 3M-100 des forces de police du Malawi (Malawi Police Force), en phase d'approche, et en panne de carburant, effectue un atterrissage forcé et percute un arbre, à 18 km de l'aéroport, blessant légèrement le pilote et son passager[5] ;
- En octobre 2009, un Boeing cargo 707-321C percute les balises lumineuses de l'aéroport et brise son train d'atterrissage droit sans faire de victime[6].